# 黄眉鹀

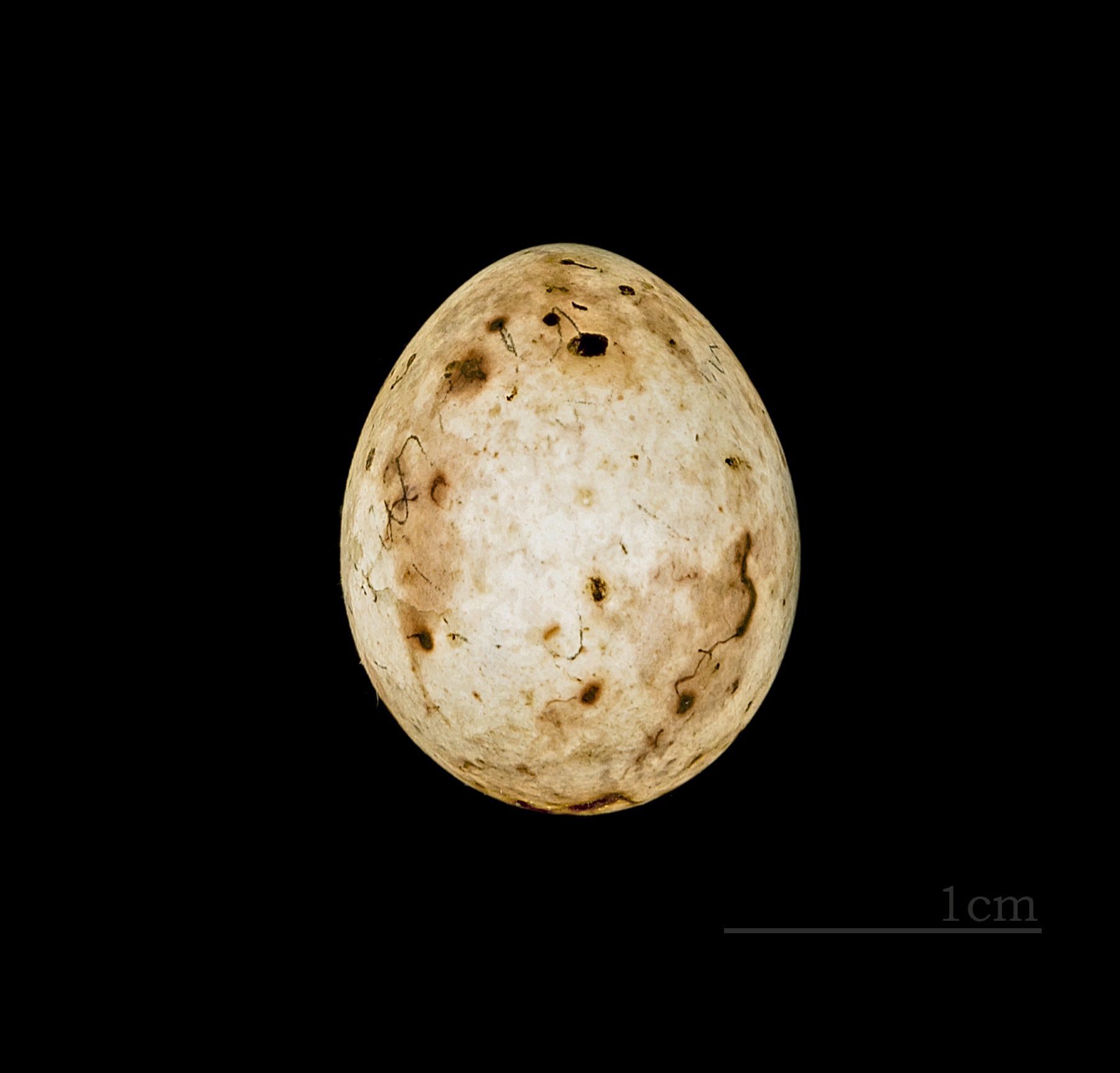
黄眉鹀的蛋

黄眉鹀（学名：Emberiza chrysophrys）为鵐科鹀属的鸟类，俗名金眉鹀、金眉子、黄三道、五道眉儿、大眉子。分布于俄罗斯、日本、朝鲜半岛以及中国大陆的内蒙古、东北、河北、山东、河南、南至四川、沿长江至福建、广东等地，少見於法國。一般生活于山区混交林、平原杂木林和灌丛中以及也到沼泽地和开阔田野中。该物种的模式产地在外貝加爾山脈。 本物種的種名chrysophrys出自古希臘語，意為“金眉”。
會遷徒至西伯利亞東部、中國大陸的中南部過冬。在西歐是罕見迷鳥。
黄眉鹀在針葉林區域繁殖，牠們在樹上築巢，平均產四顆蛋。
黄眉鹀比蘆鵐（Emberiza schoeniclus）小，但頭比較大，上半身是褐色並有粗重的條紋，下半身是白色，兩側橙色調的中間有一些細密的深色條紋，牠們的鳥喙是粉紅色的。
雄性繁殖期時頭會變黑，眉毛會有亮黃色的條紋、冠羽變白色、像鬍鬚的羽毛和喉部會出現條紋，雌性和幼鳥頭部變化不明顯，較雄鳥呈褐色，容易和小鵐（Emberiza pusilla）混淆，不過黄眉鹀的眉毛上總是會有些黃色，冠羽上有一條白色條紋。